# Michael Leonard (cyclisme)
Pour les articles homonymes, voir Mike Leonard et Leonard.
Michael Leonard, né le 26 mars 2004, est un coureur cycliste canadien.

## Biographie
Après avoir commencé le sport par le triathlon et le cyclisme sur piste dans le tout nouveau vélodrome de Milton, Michael Leonard commence le cyclisme sur route à l'âge de 12 ans.

### Jeunes années (2021-2022)
En 2021, pour sa première année chez les juniors (17/18 ans), il est membre de l'équipe locale Toronto Hustle's U19, qui a un programme de course en Amérique du Nord et en Europe. Il s'illustre en Belgique et en Suisse, remportant notamment le Trofee Maarten Wynants juniors et terminant deuxième  du Tour du Léman juniors. En 2022, il déménage en Italie et rejoint l'équipe Franco Ballerini Juniors,. Il y remporte quatre de ses six première courses. En mai, il se fracture une vertèbre cervicale et passe un mois sans courir. En août, il remporte le Trofeo Madonna del Cavatore, puis une étape et le classement général du Tour du Léman juniors. Le 22 septembre 2022, il est annoncé qu'il rejoindra la formation World Tour Ineos Grenadiers pour un contrat de trois ans à partir de 2023,,. Le lendemain, il participe aux mondiaux juniors, mais se classe seulement 51e.

### Ineos Grenadiers (depuis 2023)

#### Saison 2023: début en pro
Le jeune canadien de seulement 17 ans commence sa saison 2023 en tant que néo-professionnel en France à l’occasion de l’Étoile de Bessèges. Lors de la dernière étape, il termine 26e à 1 minute du vainqueur. Après avoir couru quelques classiques en mars, Leonard participe à la Semaine internationale Coppi et Bartali où il réalise en beau top 10 sur la dernière étape chronométrée de la course. En mai, il prend part au Tour de Hongrie sans faire de résultats notables mais est sacré sur le championnat du Canada de contre-la-montre espoir. Deux mois plus tard, il termine 10e du championnat du monde de contre-la-montre espoir avant de s’élancer sur le Tour de l'Avenir. En fin de saison, il participe au Tour du Guangxi, en Chine.

#### Saison 2024
Après deux courses en Espagne où il abandonne, il participe au Tour des Émirats arabes unis avant de faire une longue pause jusqu’en juin. Il reprend la compétition lors des championnats canadiens espoirs où il ne parvient pas à conserver son titre. En juillet, il prépare le Tour de l'Avenir en participant au Tour d'Autriche et au Tour de Tchèquie, puis en août sur Tour de Burgos. En forme, Michael Leonard remporte le prologue inaugural de 7 kilomètres du Tour de l'Avenir avec plus de 6 secondes d’avance sur le second et revêt un maillot jaune pour la première fois de sa carrière.

## Palmarès
- 2021
  - Trofee Maarten Wynants juniors
  - 2e du Tour du Léman juniors
- 2022
  - Tour du Léman juniors :
    - Classement général
    - 2e étape

  - Ballero Nel Cuore
  - Trofeo Sopegu
  - Gran Premio Boncellino Cronometro
  - Gran Premio Bermac Gara
  - Memorial Paolo Batignani
  - Trofeo Madonna del Cavatore
- 2023
  -  Champion du Canada  du contre-la-montre espoirs
  - 10e du championnat du monde du contre-la-montre espoirs
- 2024
  - Prologue du Tour de l'Avenir
  - 2e du championnat du Canada du contre-la-montre espoirs
- 2025
  -  Champion du Canada du contre-la-montre
  - 3e du championnat du Canada sur route